# Salvitelle
Salvitelle – miejscowość i gmina we Włoszech, w regionie Kampania, w prowincji Salerno.
Według danych na rok 2004 gminę zamieszkiwały 702 osoby, 78 os./km².